# Parafia Wniebowzięcia Najświętszej Maryi Panny w Ligocie Książęcej
Parafia Wniebowzięcia Najświętszej Maryi Panny – rzymskokatolicka parafia w Ligocie Książęcej. Parafia należy do dekanatu Namysłów zachód w archidiecezji wrocławskiej. 

## Historia parafii
Parafia została erygowana w 1957 roku. Obsługiwana jest przez księży archidiecezjalnych. W latach 1978–2013 proboszczem parafii był ksiądz Józef Wojdak, który od 2009 roku również dziekanem dekanatu Namysłów zachód. 
Od 2017 do 2025 roku proboszczem parafii był ks. Stanisław Nowak. 
Aktualnie proboszczem jest ksiądz Stanisław Grzechynka. 

## Zasięg parafii
Do parafii należą wierni z miejscowości: Ligota Książęca, Barzyna, Brzozowiec, Mikowice, Minkowskie i Wszeradów.

## Szkoły i przedszkola
- Przedszkole Publiczne w Ligocie Książęcej,
- Publiczna Szkoła Podstawowa w Ligocie Książęcej.

## Cmentarze
- Cmentarz parafialny w Ligocie Książęcej,
- Cmentarz parafialny w Minkowskich.

## Parafialne księgi metrykalne
| Księgi metrykalne | Okres ewidencji |
| ----------------- | --------------- |
| chrztów           | 1957 -          |
| ślubów            | 1957 -          |
| zgonów            | 1957 -          |

## Wspólnoty i Ruchy parafialne
- Żywy Różaniec,
- Chór Parafialny,
- Oaza,
- Eucharystyczny Ruch Młodych,
- Schola,
- Lektorzy,
- Ministranci.[2]